# Національна асоціація сприяння прогресу кольорового населення
Національна асоціація сприяння прогресу кольорового населення (англ. National Association for the Advancement of Colored People, або скорочено англ. NAACP) — велика громадська організація у США, заснована 1909 року для захисту прав чорного населення. Є однією з найстаріших і найвпливовіших організацій, що борються за цивільні права.

## Історія
Національна асоціація сприяння прогресу кольорового населення заснована 12 лютого 1909 року змішаною групою з білих і чорних американців, серед яких були Вільям Дюбойс, Мері Вайт Овінгтон, Мурфілд Сторі та Іда Белл Веллс-Барнетт. Лідерами організації були Тургуд Маршалл і Рой Вілкінс. Штаб-квартира організації спочатку знаходилася в Нью-Йорку. Завдяки діяльності асоціації протягом XX століття в США скасували расову сегрегацію та низку інших обмежень прав чорного населення.
Щорічно з 1915 року організація вручає медаль Спінгарна за видатні досягнення американцям, які мають африканське походження. З 1967 року організація вручає «нагороди NAACP» (англ. NAACP Awards) у сферах музики, кіно та телебачення.
2020 року штаб-квартира організації переїхала в Балтимор, штат Меріленд.